# Zasada zachowania pędu
Zasada zachowania pędu – jedna z fizycznych zasad zachowania. Treść zasady:

Suma wektorowa pędów wszystkich elementów układu izolowanego pozostaje stała.

co można wyrazić wzorami
{\displaystyle \sum _{i=1}^{n}{\vec {p}}_{i}={\text{const}}}
{\displaystyle \Delta \sum \limits _{i=1}^{n}{{\vec {p}}_{i}}=0}
Układ izolowany to taki układ, na który nie działają siły zewnętrzne lub siły te się równoważą. Oddziaływanie między elementami układu siłami wewnętrznymi nie zmienia pędu układu.
Gdy na układ ciał działa niezrównoważona siła zewnętrzna, wówczas pęd wypadkowy układu zmienia się. Zasada zachowania pędu wynika wprost z II zasady dynamiki w postaci uogólnionej. Można ją również wywieść z niezmienniczości lagranżjanu (hamiltonianu) względem przesunięć w przestrzeni (jeśli wszystkie punkty zostaną przesunięte w przestrzeni o {\displaystyle {\bar {r}},} to nowy układ będzie identyczny z pierwotnym). Sytuacji takiej odpowiada brak członu potencjalnego w lagranżjanie (hamiltonianie).
Zasada ta jest zawsze spełniona (dla dowolnego układu izolowanego) w każdym procesie fizycznym, tylko w niektórych zjawiskach opisywanych przez mechanikę kwantową możliwe jest krótkotrwałe jej złamanie (w czasie zajścia oddziaływania), jednak już po bardzo krótkim czasie (potrzebnym światłu na przebycie odległości międzycząstkowych) zasada ta jest spełniona. Zasadę zachowania pędu można wraz z zasadą zachowania materii-energii połączyć w zasadę zachowania czteropędu.

## Przykłady zastosowania
- zderzenia sprężyste i niesprężyste
- odrzut

## Odrzut
Przejawem działania tej zasady jest zjawisko odrzutu, polegające na tym, że przy rozpadzie ciała na dwie części obie uzyskują pędy jednakowe co do wartości bezwzględnej, lecz przeciwnie skierowane (w układzie odniesienia, w którym ciało przed rozpadem pozostawało w spoczynku).

### Przykłady odrzutu
- napęd odrzutowy w samolotach odrzutowych i rakietach (pęd strumienia gazów wyrzucanych z dyszy nadaje samolotowi lub rakiecie pęd w kierunku przeciwnym)
- odrzut i podrzut broni palnej
- odrzut jądra atomowego przy emisji cząstek z jądra
- sposób poruszania się niektórych zwierząt wodnych (np. meduzy)
- prysznic, gdy ustawiony zostanie na silny strumień wody, doznaje odrzutu i potrafi sam się unosić w powietrzu.
- nadmuchany otwarty balon, gdy zostanie uwolniony, doznaje odrzutu i porusza się do czasu, aż powietrze w balonie osiągnie wartość ciśnienia atmosferycznego